# 713 Luscinia
713 Luscinia
713 Luscinia là một tiểu hành tinh ở vành đai chính, thuộc nhóm tiểu hành tinh Cybele. Nó được J. Helffrich phát hiện ngày 18.4.1911 ở Heidelberg, và được đặt theo tên Luscinia, tên khoa học của chim sơn ca